# SC Brasil
SC Brasil was een Braziliaanse voetbalclub uit Rio de Janeiro, meer bepaald uit de wijk Urca.

## Geschiedenis
De club werd opgericht in 1912 en speelde van 1923 tot 1933 in de hoogste klasse van het Campeonato Carioca. In 1927 begon de club aan de competitie met een recordnederlaag tegen Vasco da Gama, het werd 11-0. De club eindigde vrijwel altijd bij de laatste clubs in de competitie. In 1934 trok de club zich na enkele wedstrijden terug uit de competitie. Een jaar later meldde de club zich weer aan, maar na de vijfde speeldag trokken ze zich opnieuw terug uit de competitie. Ze hadden met 10-0 verloren van Vasco en er was geen geld meer om de club draaiende te houden.
De club was ook actief in basketbal en de basketballers speelden tot 1937 in de staatscompetitie en waren in 1928 kampioen geworden.

## Bekende spelers
- Nilo
- Leônidas da Silva
- Zezé Moreira